# Cassa Hotel & Residences
Cassa Hotel & Residences es un edificio de 48 pisos en 70 West 45th Street en Midtown Manhattan en la ciudad de Nueva York. Fue diseñado por TEN Arquitectos encabezado por el arquitecto mexicano Enrique Norten  en colaboración con la firma de diseño estadounidense CetraRuddy y desarrollado por Assa Properties de Solly Assa. 
El edificio es una combinación de un hotel boutique, que se extiende desde el piso segundo al 27, y condominios de lujo desde el piso 28 al 48.
El edificio, cuya inauguración originalmente estaba prevista para la primavera de 2010, se inauguró el 1 de agosto de 2010. 